# Szénástelek
Szénástelek (ukránul: Завосина) település Ukrajnában, Kárpátalján, az Ungvári járásban.

## Fekvése
Nagybereznától délnyugatra, Nagygereblyés és Kisberezna között fekvő település.

## Nevének eredete
Neve ukrán eredetű. A závisz magyar jelentése: meredek szakadék, folyópart, gödör, mélyedés a folyómederben. Mai Szénástelek nevét az országos helységnévrendezéskor kapta, melynek eredete a helyi lakosok közt fennmaradt népmonda szerint az, hogy egy Zavusz nevű ember vette meg a falut egy szekér szénáért.

## Története
Nevét 1599-ben említette először oklevél „Zavoszina” néven. 1728-ban és 1773-ban „Zauszina” formában írják.
A 18. század végén Vályi András így ír róla: „ZAUSZINA. Orosz falu Ungvár Várm. földes Ura a’ Kir. Kamara, fekszik Kis-Bereznához nem meszsze, ’s ennek filiája; határja középszerű.”
1808-ban „Zausina”, „Zaussina”, 1851-ben „Zauszina” a neve.
Fényes Elek 1851-ben kiadott geográfiai szótárában így ír a faluról: „Zauszina, Ungh v. orosz f. K. Berezna fil. 352 gör. kath., 13 zsidó lak. F. u. a kamara. Ut. p. Ungvár.”
1913-ban „Szénástelek” néven írták. A Trianoni béke előtt Ung vármegye Nagybereznai járásához tartozott.  Az első világháborút követően a mesterségesen létrehozott Csehszlovákiához csatolták, majd 1938-tól ismét Magyarországhoz tartozott 1944 őszéig, amikor a szovjet csapatok megszállták.
Ennek következtében 1945-ben az Ukrán Szovjet Szocialista Köztársaság, s ezzel együtt a Szovjetunió részévé vált. 1991 óta a független Ukrajna része. 2020-ig közigazgatásilag Kisbereznához tartozott.

## Népessége
1910-ben 372 lakosából 22 magyar, 350 ruszin volt; ebből 350 görögkatolikus, 22 izraelita volt.
| 2001 | 191 |

A népesség anyanyelv szerinti megoszlása a teljes népesség %-ában (2001)